# Bats (Landes)
Bats é uma comuna francesa na região administrativa da Nova Aquitânia, no departamento Landes. Estende-se por uma área de 7,44 km². Em 2010 a comuna tinha 315 habitantes (densidade: 42,3 hab./km²).